# Eduard Rudolf Petrák
Eduard Rudolf Petrák (* 22. November 1855 in Horní Branná; † 27. September 1931 in Prag) war ein Lehrer und Gründer des Österreichischen Riesengebirgsvereins.

## Leben und Wirken
Eduard Rudolf Petrák arbeitete als Lehrer in Krausebauden und Marschendorf (Špindlerův Mlýn/Spindlermühle) in den Jahren 1878–1886 und gründete 1880 den Riesengebirgsverein, dessen erster Geschäftsführer er war. Zudem gründete er die Zeitschrift „Das Riesengebirge in Wort und Bild“, die er 1880/81 erstmals herausgab. Petrák erforschte das Bergbauwesen an der oberen Elbe, also um Spindelmühle und St. Peter herum, wozu ihm das gesamte Quellenmaterial der Bergbauämter in Hohenelbe zur Verfügung stand. Darüber hinaus erarbeitete er die ersten grundlegenden Wegekarten des Riesengebirges nach vorher durchgeführten farbigen Wegemarkierungen und redigierte im Jahr 1888 den ersten vollwertigen „Führer durch das Riesengebirge“. Dieser Reiseführer bietet eine Heimatkunde in nuce. Petrák wurde so zu einem der ersten Förderer der Touristik und des Wintersports des Ortes.
1896 verließ Petrák das Riesengebirge und verzog nach Prag (Königliche Weinberge), wo er bis zum Jahr 1924 als Direktor für die Bildung der Jugend tätig war.

## Werke (Auswahl)
- mit Johann Böhm: Das Riesengebirge in Wort und Bild. 18 Jhge. Fachblatt für die Gesammtkunde des Riesengebirges und der angrenzenden Gebiete. Marschendorf/Trautenau: Gebirgsverein für Böhmen; 1881–1898.